# Ritual de lo habitual
Ritual de lo Habitual es el segundo álbum de estudio de Jane's Addiction, banda californiana de rock alternativo liderada por Perry Farrell y Dave Navarro. El disco salió a la venta el 21 de agosto de 1990 en el sello Warner Bros. después de cesar por un breve período las actuaciones de la banda. 
El álbum está en el puesto 55 de la lista de la revista Rolling Stone de los 100 mejores álbumes de la década de los 90.

## Producción
El disco está dividido en dos partes: la primera, entre las canciones 1 y 5, es la más roquera del álbum y asequible para ser hits de radio; la segunda, desde la canción 6 a la 9, está constituida por canciones más lentas y largas. Esta sección está dedicada a una expareja de Farrell llamada Xiola Blue, muerta por sobredosis de heroína en 1987 a los 19 años. La canción «Three Days» habla sobre un fin de semana de sexo y drogas que pasaron Perry Farrell, su novia Casey Niccoli y Xiola en Los Ángeles. El solo de esta canción fue catalogado por la revista Guitar World como uno de los 100 mejores solos de la historia. Asimismo, «Then She Did...» narra el suicidio de la madre de Farrell cuando éste tenía cuatro años de edad. 
Para este álbum, salieron a la venta dos versiones de la portada: en la primera aparecen dos mujeres y un hombre desnudos, escultura  de técnica mixta realizada por Casey Niccoli, artista y expareja de Farrell, y el mismo Farrell. La pieza, realizada con papel maché, presenta a Farrell, Niccoli y a Xiola Blue. En un artículo para HuffPost, Niccoli compartió que ella y Farrell realizaron la escultura en su casa en Venice Beach.La segunda portada solo cuenta con el nombre de la banda, el del disco y la enmienda de libertad de expresión de la constitución de los Estados Unidos sobre fondo blanco, y fue creada para que el disco pudiese venderse en tiendas en las que se prohíbe la venta de artículos relacionados con desnudos.

## Impacto y homenajes
El sencillo «Been Caught Stealing» aparece en la película 60 segundos, en los videojuegos Grand Theft Auto: San Andreas y Guitar Hero: Warriors of Rock y también en la serie de televisión Me llamo Earl.
Además, «Stop!» aparece en los videojuegos Guitar Hero II, Burnout Paradise y Guitar Hero: Smash Hits.
En marzo de 2019 se publicó "El Ritual de Jane's Addiction", un libro basado en la historia del disco. Fue escrito por el periodista argentino Fabrizio Pedrotti, e incluye prólogos de Farrell y Portnoy. Se basa en más de cien horas de entrevistas con el grupo, su personal y artistas de la escena.

## Lista de canciones
1. "Stop!" – 4:14
2. "No One's Leaving" – 3:01
3. "Ain't No Right" – 3:34
4. "Obvious" – 5:55
5. "Been Caught Stealing" – 3:34
6. "Three Days" – 10:48
7. "Then She Did..." – 8:18
8. "Of Course" – 7:02
9. "Classic Girl" – 5:07

## Formación
- Dave Navarro - Guitarra
- Perry Farrell - Voz
- Stephen Perkins - Batería
- Eric Avery - Bajo

Además:
- Charlie Bisharat - Violín y violín eléctrico
- Ronnie S. Champagne - Bajo
- John Philip Shenale - Instrumentos de cuerda
- Geoff Stradling - Piano

## Posiciones en rankings

### Álbum
| Año  | Ranking           | Posición |
| ---- | ----------------- | -------- |
| 1990 | Billboard Top 200 | 19       |

### Sencillos
| Año  | Sencillo               | Ranking                | Posición |
| ---- | ---------------------- | ---------------------- | -------- |
| 1990 | "Stop!"                | Modern Rock Tracks     | 1        |
| 1990 | "Stop!"                | Hot Dance Music Sales  | 25       |
| 1991 | "Been Caught Stealing" | Modern Rock Tracks     | 1        |
| 1991 | "Been Caught Stealing" | Mainstream Rock Tracks | 29       |
| 1991 | "Been Caught Stealing" | Hot Dance Music Sales  | 31       |
| 1991 | "Classic Girl"         | Modern Rock Tracks     | 15       |